# Stary Dębsk

Stary Dębsk [ˈstarɨ ˈdɛmpsk] est un village polonais de la gmina de Nowa Sucha dans le powiat de Sochaczew et dans la voïvodie de Mazovie.
Le village compte approximativement 100 habitants en 2006.